# Черепашки-ниндзя (мультсериал, 1987)
«Черепашки-ниндзя» (англ. Teenage Mutant Ninja Turtles; также известен как TMNT 1987) — американский мультсериал 1987—1996 годов совместного производства студии Murakami-Wolf-Swenson и французской компании IDDH, первая экранизация серии комиксов Кевина Истмена и Питера Лэрда — «Teenage Mutant Ninja Turtles». Премьера пилотного эпизода сериала — в формате пятичастного мини-сериала — состоялась в конце 1987 года; официальный показ первого сезона начался 1 октября 1988 года.

## Сюжет
Главные герои — черепахи-мутанты человеческих размеров, вершащие правосудие на улицах Нью-Йорка не без помощи искусного владения ниндзюцу. Их наставник — человек-крыса, мастер по кличке Сплинтер. Он обучил черепах искусствам ниндзя и дал имена в честь художников эпохи Возрождения: Донателло, Рафаэль, Леонардо и Микеланджело. В первой серии черепашки находят старого врага Сплинтера — Ороку Саки по прозвищу Шреддер. Он захватывает Сплинтера и предлагает черепахам перейти на его сторону. Черепахи спасают Сплинтера и дают обет бороться против Шреддера.
С тех пор у черепашек два основных противника — Шреддер и Крысиный Король, на протяжении последних сезонов мультсериала основным антагонистом является инопланетный захватчик Лорд Дрегг.

## Разработка и сценарий
Когда к малоизвестной компании Playmates Toys обратились с предложением выпустить линию фигурок по Черепашкам-ниндзя, она с осторожностью отнеслась к возможному риску и попросила сначала заключить договор с телекомпаниями. 28 декабря 1987 года вышел в эфир первый мультсериал о Черепашках-ниндзя, сценарии к первым 5 запланированным сериям написали Дэвид Уайз и Патти Ховет. Затем было принято решение о создании ещё 13 серий, транслировавшихся с 1 октября 1988 года, к ним приложил руку художник комиксов Джек Мендельсон в качестве исполнительного редактора сюжета. Уайз написал более семидесяти эпизодов сериала, а также был исполнительным редактором сюжетов в течение четырех последующих сезонов. Уайз покинул сериал в середине девятого сезона, и Джеффри Скотт стал редактором сюжета и главным сценаристом до конца сериала.
Анимацией для первых эпизодов сериала занималась японская аниме-студия Toei Animation.

### Озвучка
Кастинг для шоу проходил в Лос-Анджелесе. Во время записи озвучки весь основной состав записывался вместе. По словам Рене Якобс, актрисы озвучивания репортёра Эйприл О'Нил, совместная работа «была отличной для духа товарищества и отношений. Мы играли друг с другом … было много импровизации».
Также, по словам Якобс, актёры часто подрывали попытки создателей шоу сделать шоу более жёстким и серьёзным, вместо этого принимая глупости и шутки как для детей, так и для взрослых.
Они [актёры, озвучивающие Черепах] были чем-то вроде Братьев Маркс, The Stooges, Лорел и Харди, Бернса и Аллена и всех этих замечательных, потрясающих старых радиоведущих и персонажей раннего кино, вместе взятых. Они сердцем и душой влились в этих черепах и придумали им личности.
—  Рене Якобс, интервью.

## Команда сериала
- Режиссёры: Ёсикацу Касаи, Билл Вулф, Майк Стюарт, Рэг Лодж
- Сценаристы: Дэвид Вайз, Пэтти Хауэт, Тед Питерсен, Френцис Мосс, Денис Маркс, Майкл Ривз, Марк Идэнс, Майкл Идэнс и др.
- Продюсеры: Фрэд Вулф, Осами Ёсиока, Энди Лакки, Уолт Кубяк, Майкл Элгар, Джимми Т. Мураками, Руди Дж. Замора, Марк Фридман
- Композиторы: Дэннис Чаллен Браун, Чак Лорри

## Эпизоды
| Сезон | Серии | Серии | Даты показа      | Даты показа     | Даты показа                                |
| Сезон | Серии | Серии | Первая серия     | Последняя серия | Канал                                      |
| ----- | ----- | ----- | ---------------- | --------------- | ------------------------------------------ |
| 1     | 5     | 5     | 14 декабря 1987  | 19 декабря 1987 | Синдикация                                 |
| 2     | 13    | 13    | 1 октября 1988   | 24 декабря 1988 | Синдикация                                 |
| 3     | 47    | 47    | 25 сентября 1989 | 15 декабря 1989 | Синдикация                                 |
| 4     | 41    | 41    | 8 сентября 1990  | 29 марта 1991   | Синдикация (15 эпизодов) CBS (26 эпизодов) |
| 5     | 20    | 20    | 14 сентября 1991 | 25 декабря 1991 | CBS                                        |
| 6     | 16    | 16    | 12 сентября 1992 | 26 декабря 1992 | CBS                                        |
| 7     | 27    | 27    | 13 сентября 1993 | 18 декабря 1993 | CBS                                        |
| 8     | 8     | 8     | 17 сентября 1994 | 5 ноября 1994   | CBS                                        |
| 9     | 8     | 8     | 16 сентября 1995 | 4 ноября 1995   | CBS                                        |
| 10    | 8     | 8     | 14 сентября 1996 | 2 ноября 1996   | CBS                                        |
| СП    | 7     | 7     | 21 апреля 1990   | 12 ноября 2017  | CBS                                        |

## Критика
Несмотря на то, что мультсериал «Черепашки-ниндзя» 1987 года существенно расходится с первоначальной концепцией одноимённых комиксов, именно он привёл франшизу к успеху и всемирной известности. Проект получил большую популярность у зрительской аудитории, став легендой своего времени. Сайт-агрегатор мнений IGN включил мультсериал «Черепашки-ниндзя» в Топ-100 лучших анимационных телешоу.
Кроме восторженных отзывов поклонников, сериал получил немало критических рецензий. И в первую очередь, от самих создателей комиксов. По словам Питера Лэрда: «Если бы ключевые решения в создании первого мультсериала принимал я, то он был бы совсем другим. Помимо каких-то минорных вещей, в нём точно не было бы таких идиотских персонажей, как Бибоп и Рокстеди. Шреддер был бы настоящим серьёзным злодеем. Эйприл не была бы журналисткой, и её не приходилось бы постоянно спасать. А черепашки точно бы не помешались так на пицце и не выдавали глупые шутки каждые пять секунд».
Кроме того, представители общественности назвали персонажей «Черепашек-ниндзя» слишком агрессивными. Психиатр Кэрол Либерман считает, что мультсериал поощряет детей к жестокости и насилию. С этим мнением не согласна Диана Тейгизер, директор по маркетингу Playmates Toys Inc. По её словам, черепашки безобидны, так как «борются за правду, справедливость и большой кусок пиццы». Российские психологи также обеспокоены популярностью мультсериала у детей. Детский психолог и член Союза писателей России Ирина Медведева утверждает, что вселенная мультфильма действует на ребенка угнетающе: мир лежит во зле, и только черепашки-ниндзя — крупицы добра — сражаются со злодеями, причём сражаются кроваво, уничтожая физически, что противоестественно для русской культуры.